# Yeongam-gun
Yeongam es una ciudad y condado en la provincia de Jeolla del Sur, Corea del Sur. Hyundai Samho Heavy Industries, quinto mayor del mundo constructor de buques, se basa en Yeongam-gun (Samho Eup). Yeongam-gun tiene 2 eups y 9 myeons.

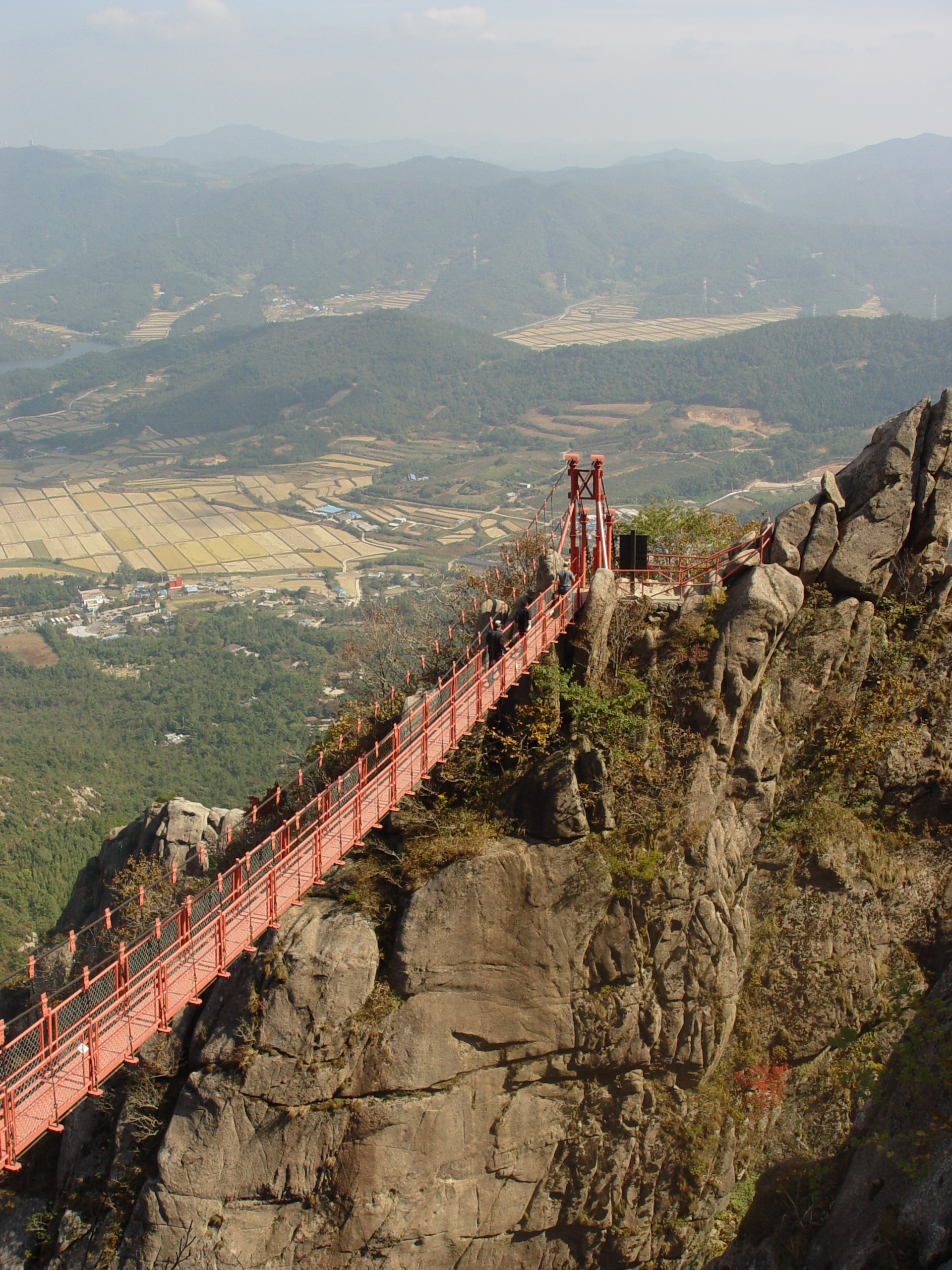
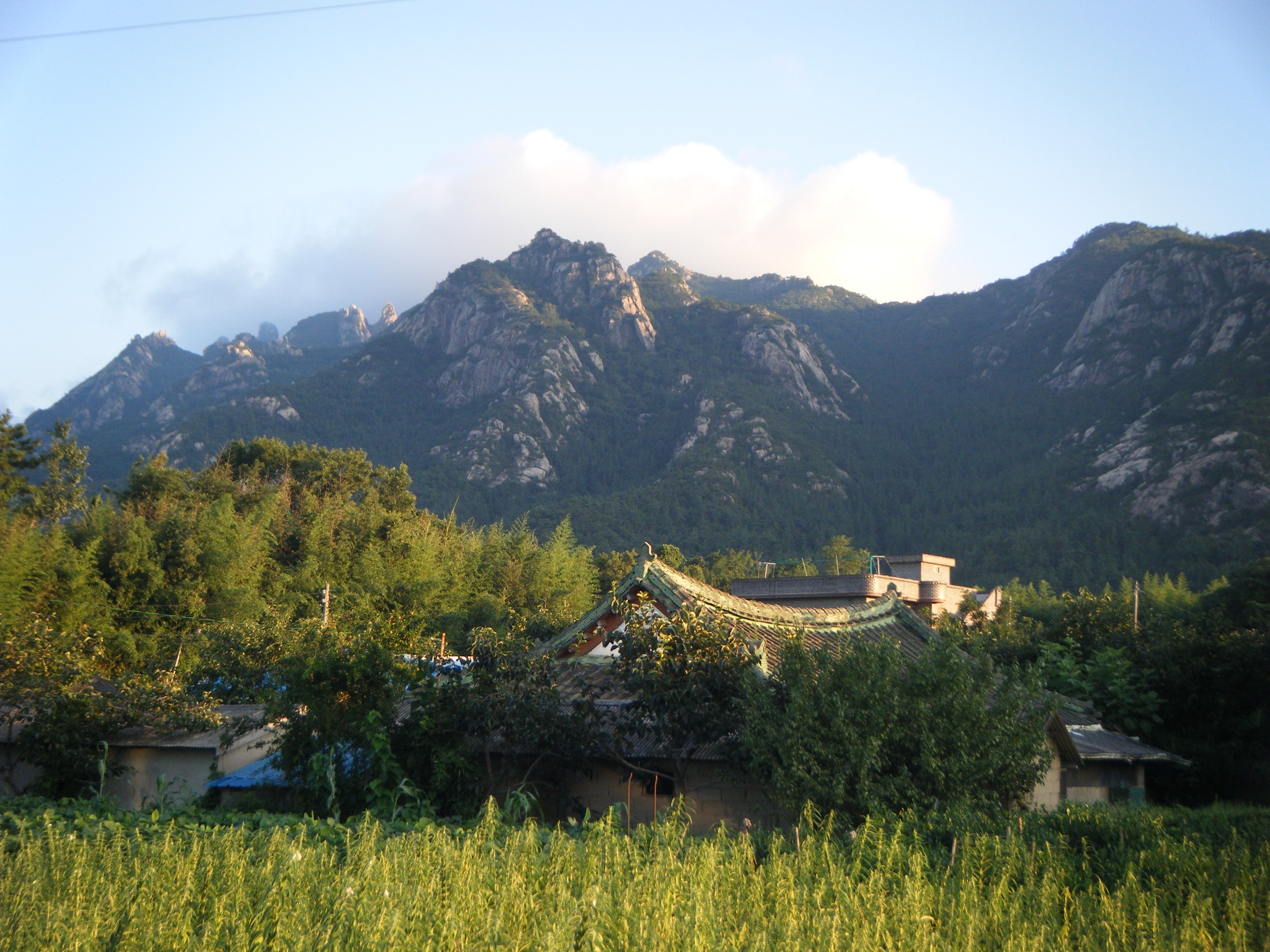
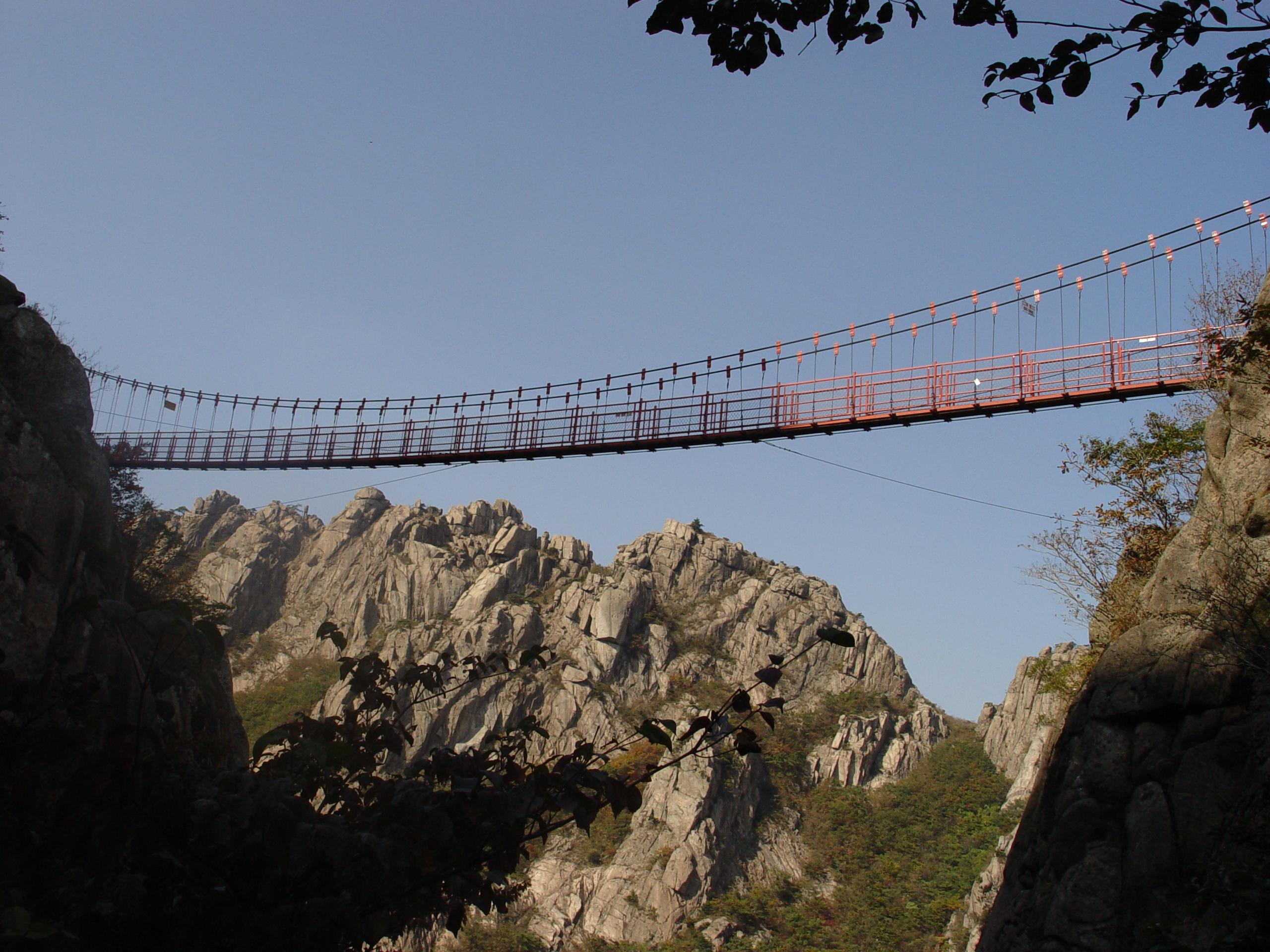